# Versbichl
Versbichl ist eine Ortschaft in der Gemeinde Selzthal im Bezirk Liezen in der Steiermark. Am 1. Jänner 2017 hatte Versbichl 96 Einwohner. Außerdem war Versbichl bis 1903 der Name der Gemeinde, in jenem Jahr erfolgte die Umbenennung in Selztal.

## Lage und Verkehrsanbindung
Die Ortschaft Versbichl liegt südöstlich des Kernortes Selzthal. An ihrem südlichen Ortsrand verlaufen die B 113 und die A 9 und fließt die Palten, ein Zufluss der Enns. Auf der gegenüberliegenden Seite der A 9 befindet sich die Burg Strechau, die aber bereits in der Gemeinde Lassing liegt.